# Refuge de la Fournache
Il refuge de la Fournache (2.330 m s.l.m.) è un rifugio alpino situato nel massiccio della Vanoise nelle Alpi della Vanoise e del Grand Arc. Si trova nel comune di Aussois.

## Caratteristiche
Si trova nel parco nazionale della Vanoise. È un antico alpeggio completamente rinnovato.
Non lontano dal rifugio si trova il più importante refuge de la Dent Parrachée rispetto al quale può costituire una valida alternativa.

## Accesso
L'accesso avviene da Aussois e passando dal Lago di Plan-d'Amont. Si può salire con l'automobile fino ai parcheggi che si trovano tra il Lago di Plan-d'Aval ed il Lago di Plan-d'Amont. Dal parcheggio il rifugio è raggiungibile in un'ora circa.

## Ascensioni
- Dent Parrachée - 3.697 m
- Pointe de la Fournache - 3.639 m
- Pointe du Génépy - 3.551 m
- Pointe de Labby - 3.521 m
- Punta de l'Echelle - 3.432 m